# Klára Rajnai
Klára Rajnai, född den 21 november 1953 i Budapest, Ungern, är en ungersk kanotist.
Hon tog OS-silver i K-2 500 meter och även OS-brons i K-1 500 meter i samband med de olympiska kanottävlingarna 1976 i Montréal.